# Otterbein (Indiana)
Pour les articles homonymes, voir Otterbein.
Otterbein est une municipalité américaine située dans les comtés de Benton et de Tippecanoe en Indiana. Lors du recensement de 2010, sa population est de 1 262 habitants.

## Géographie
Otterbein se trouve au nord-ouest de Lafayette sur la U.S. Route 52. Elle est à cheval sur deux comtés et deux townships : Bolivar Township (en) (comté de Benton) et Shelby Township (en) (comté de Tippecanoe).
Selon le Bureau du recensement des États-Unis, la municipalité s'étend en 2010 sur une superficie de 0,61 mille carré (1,58 km2), principalement dans le comté de Benton où se trouvent 895 de ses habitants sur 0,31 mille carré (0,8 km2).

## Histoire
D'abord connue sous le nom de Pond Grove, la localité est fondée en 1872 par John Levering. Elle est nommée en l'honneur de William Otterbein Brown, premier receveur des postes local.